# 소환 (프로게이머)
소환(본명: 김준영, 1996년 10월 24일 ~ )은 대한민국의 리그 오브 레전드 프로게이머로 아이디는 SoHwan이다. 포지션은 탑 라이너이다.

## 선수 생활
2015년 3월, 파토스에 입단하면서 프로 커리어를 시작했다.
2015년 9월, 진에어 그린윙스에 입단했다. 입단 이후 트레이스의 서브 선수로 활동했다. 트레이스가 은퇴한 2017 스프링 시즌에서는 초기 익수의 서브 선수였으나 점차 주전으로 발탁되었다.
2018 스프링 시즌에서도 좋은 모습을 보여주었다. 2018 서머 시즌에서도 괜찮은 모습을 보여주었다.
2019시즌을 앞두고 한화생명 e스포츠에 입단했다. 2019 스프링 시즌에서는 트할과의 주전 경쟁에서 패하면서 서브 선수로 활동했다. 2019 서머 시즌에서는 트할을 밀어내며 팀의 주전으로 올라섰다. 하지만 팀은 승강전으로 떨어졌다. 승강전에서는 좋은 활약을 보이면서 팀의 잔류에 기여했다.
2020시즌을 앞두고 KT 롤스터에 입단했다. 2020 스프링 시즌에서는 괜찮은 모습을 보여주었다. 2020년 4월 15일에 치러진 Gen.G와의 경기에서는 펜타킬을 기록하기도 했다. 2020 서머 시즌에서는 스멥이 주전으로 올라옴에 따라 서브 선수로 활동했다. 2020 시즌 종료 후 팀에서 퇴단했다.
2021년 5월 27일, NASR e스포츠에 입단했다. 2021시즌 종료 후 팀에서 퇴단했다.

## 소속팀
| # | 팀명             | 소속 기간               | 소속 리그 | 비고 |
| - | ---------------- | ----------------------- | --------- | ---- |
| 1 | 파토스           | 2015.03 ~ 2015.08       | CK        |      |
| 2 | 진에어 그린윙스  | 2015.09 ~ 2018.11.20    | LCK       |      |
| 3 | 한화생명 e스포츠 | 2018.11.23 ~ 2019.11.19 | LCK       |      |
| 4 | KT 롤스터        | 2019.12.06 ~ 2020.11.16 | LCK       |      |
| 5 | NASR e스포츠     | 2021.05.27~2021.11.15   | TCL       |      |

## 수상 내역
- IEM 시즌 10 새너제이 4강